# 中朝友好協力相互援助条約
中朝友好協力相互援助条約（ちゅうちょうゆうこうきょうりょくそうごえんじょじょうやく、中国語: 中华人民共和国和朝鮮民主主义人民共和国友好合作互助条約、朝鮮語: 조선민주주의인민공화국과 중화인민공화국간의 우호, 협조 및 호상원조에 관한 조약 / 朝鮮民主主義人民共和國과 中華人民共和國間의 友好, 協助 및 互相援助에 關한 條約）は、1961年に中華人民共和国と朝鮮民主主義人民共和国（北朝鮮）との間で結ばれた軍事同盟。

## 歴史

### 発端
本条約の発端は、1961年5月16日に韓国の朴正煕が軍事クーデターを起こし、軍事政権を樹立したことである。北朝鮮は、米韓相互防衛条約を結んでいる韓国がアメリカと組んで北を軍事攻撃することを危惧し、ソビエト連邦と中華人民共和国に軍事同盟を求めた。

### 締結
本条約は同年7月11日、北京において中国の周恩来総理と、北朝鮮の金日成首相が出席して調印された。中国側は8月19日、第2期全国人民代表大会常務委員会第42回会議において批准を决定し、8月30日に劉少奇国家主席が批准した。北朝鮮側は8月23日、最高人民会議常任委員会において批准した。9月10日に、北朝鮮の平壌において批准書が交換され、同日より発効した。

### ソ連崩壊後
1991年のソビエト連邦の崩壊後にソ朝友好協力相互援助条約は失効し、中国は北朝鮮にとって軍事同盟を結んでいる唯一の国となったが、北朝鮮核問題において中国の政府系メディアやシンクタンクは軍事同盟の見直しを主張している。また、既に事実上形骸化しているとする見方もある。しかし、有事の際に北朝鮮を軍事占領できる口実にもなることから中国にとって利用価値のあるカードになっているとする見方もあり、米韓相互防衛条約にもない「自動参戦条項」の改正を北朝鮮が提案した際も中国は受け入れなかったと東亜日報は関係筋の情報として報じている。
本条約は20年ごとに自動的に更新され、条約締結から60周年となる2021年に三度目の更新となり、習近平中国共産党総書記と金正恩朝鮮労働党総書記の間で祝電が交換され、祝宴が行われた。しかし、中国外務省は2021年7月7日の定期記者会見で、この条約は長期的に有効であり、自動更新に関する報告は正しくないと述べた。

## 条文
この条約の日本語訳は以下の通りである（正文は中国語（普通話）及び朝鮮語）。